# 泰德·考夫曼
爱德华·埃米特·考夫曼（英語：Edward Emmett Kaufman，1939年3月15日—）是一名美国商人、政治家，2009年至2010年间担任美国参议员，以代替获选美国副总统的乔·拜登。他和拜登关系密切，曾是拜登的顾问，1972年就加入了拜登的参议员竞选团队，拜登获选总统后又负责领导拜登过渡团队。